# M549
M549 — американський осколково-фугасний активно-реактивний снаряд калібру 155 мм. Був створений для збільшення максимальної дальності вогню звичайними гаубицями на озброєнні Американських військових.
При стрільбі з гаубиці M198 максимальна дальність сягає 30,1 км.

## Тактико-технічні характеристики
- Маса при стрільбі: 43.5 кг
- Матеріал корпусу: сталь
- Детонатор: M82
- Вибухова речовина:
  - M549: 7.26 кг Composition B
  - M549A1: 6.8 кг тротилу
- Довжина: 87.35 см[1]
- Діаметр: 154.89 мм
- Дальність:
  - M114: 19.3 км
  - M109: 23.5 км
  - M198: 30.1 км

## Бойове застосування

### Російсько-українська війна
Починаючи з 4 травня 2022 року в соціальних мережах, а згодом і в новинах почала з'являтись інформація, що українські військові з успіхом застосовують раніше отримані гаубиці М777. При тому, українські військові також застосовували і активно-реактивні снаряди M549.